# Illuminations de Noël

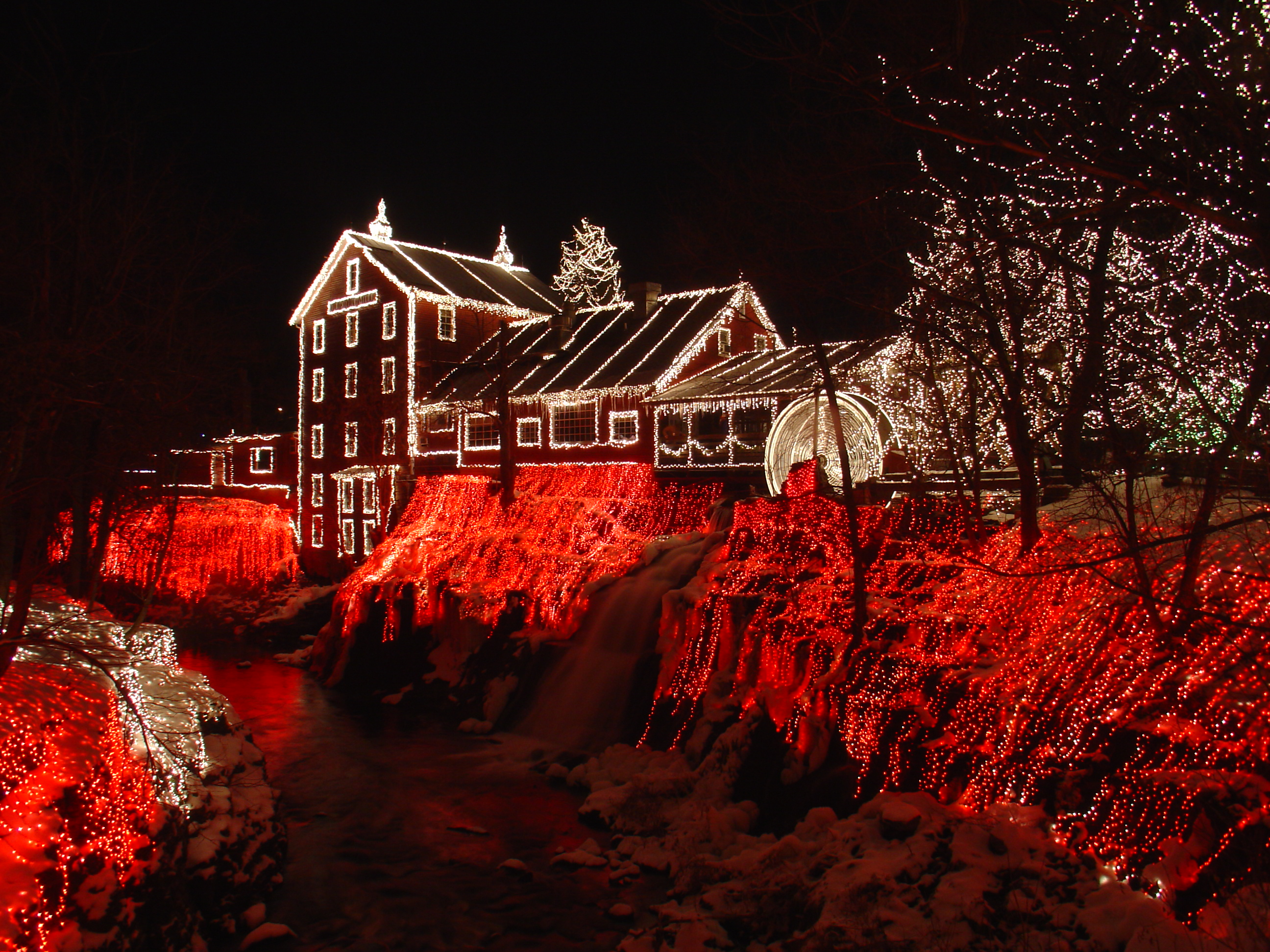
Maison illuminée dans l'Ohio (États-Unis).

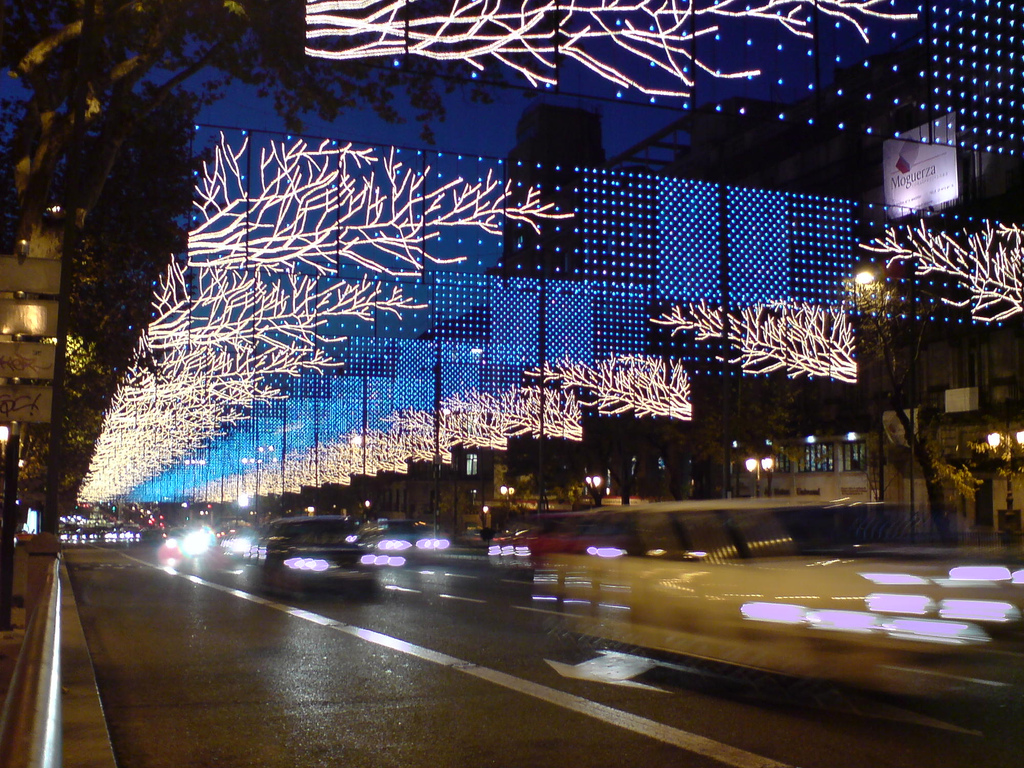
Une avenue de Madrid décorée.

Les illuminations de Noël sont les éclairages installés en extérieur durant la période de Noël, et plus globalement pour la période des fêtes de fin d'année. Ces décorations de Noël peuvent être placées sur les bâtiments, les arbres, ou au travers des rues, principalement dans les pays de culture chrétienne et de plus en plus dans des pays qui ne le sont pas.
Ces illuminations peuvent être installées par les particuliers, sur la façade de leur habitation, leur balcon, dans leur jardin, ou bien par les collectivités, plus précisément les municipalités, parfois en collaboration avec les commerçants de la ville.
À l'échelle d'un pays ou du monde, les illuminations sont source d'une consommation significative d'électricité. Depuis quelques années, les ampoules à incandescence sont remplacées par des ampoules à LED, moins gourmandes en énergie et qui durent plus longtemps, ce qui permet aux communes de réaliser d'importantes économies, tout en restant illuminées.  En France, la puissance électrique consommée par les illuminations de Noël en 2011 était néanmoins encore d'environ 1 300 MW, dont près de 1 000 MW pour les illuminations faites par des particuliers, contribuant au pic de consommation électrique observé durant la période des fêtes de Noël (à titre de comparaison, un réacteur nucléaire tel que ceux de la centrale nucléaire de Gravelines produit 910 MW).

## Histoire
La toute première guirlande électrique a été mise au point par Edward Hibberd Johnson, proche de Thomas Edison, en 1882.

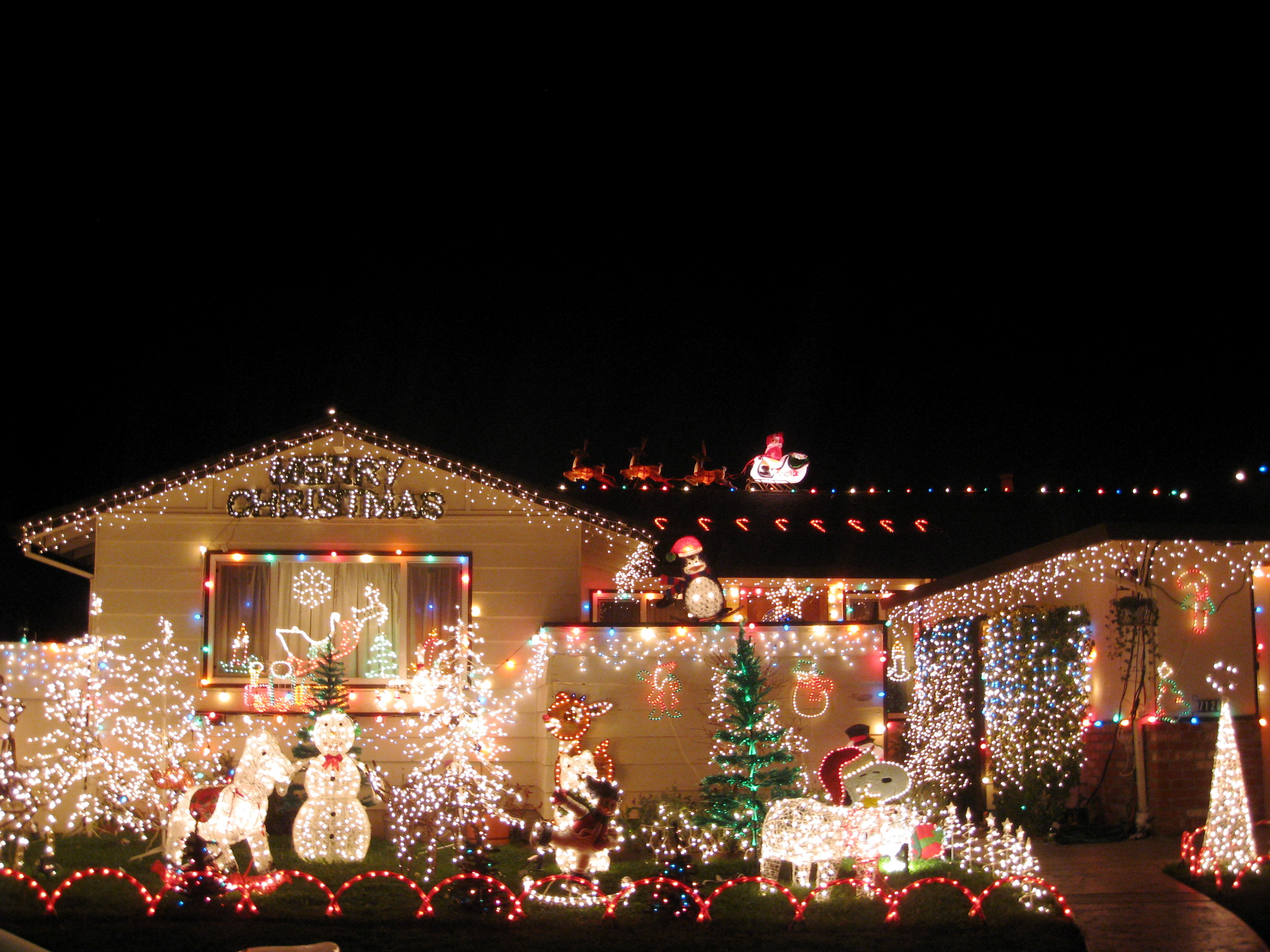
Décorations réalisées par un particulier en Californie

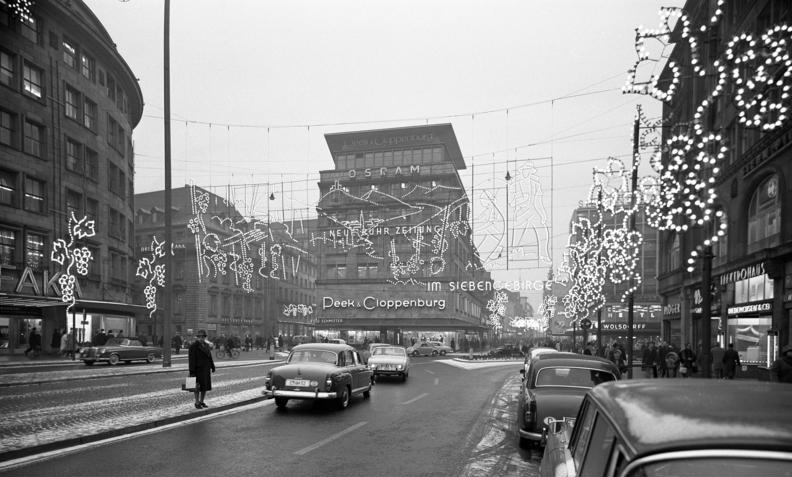
Illuminations à Essen, en Allemagne, en 1961

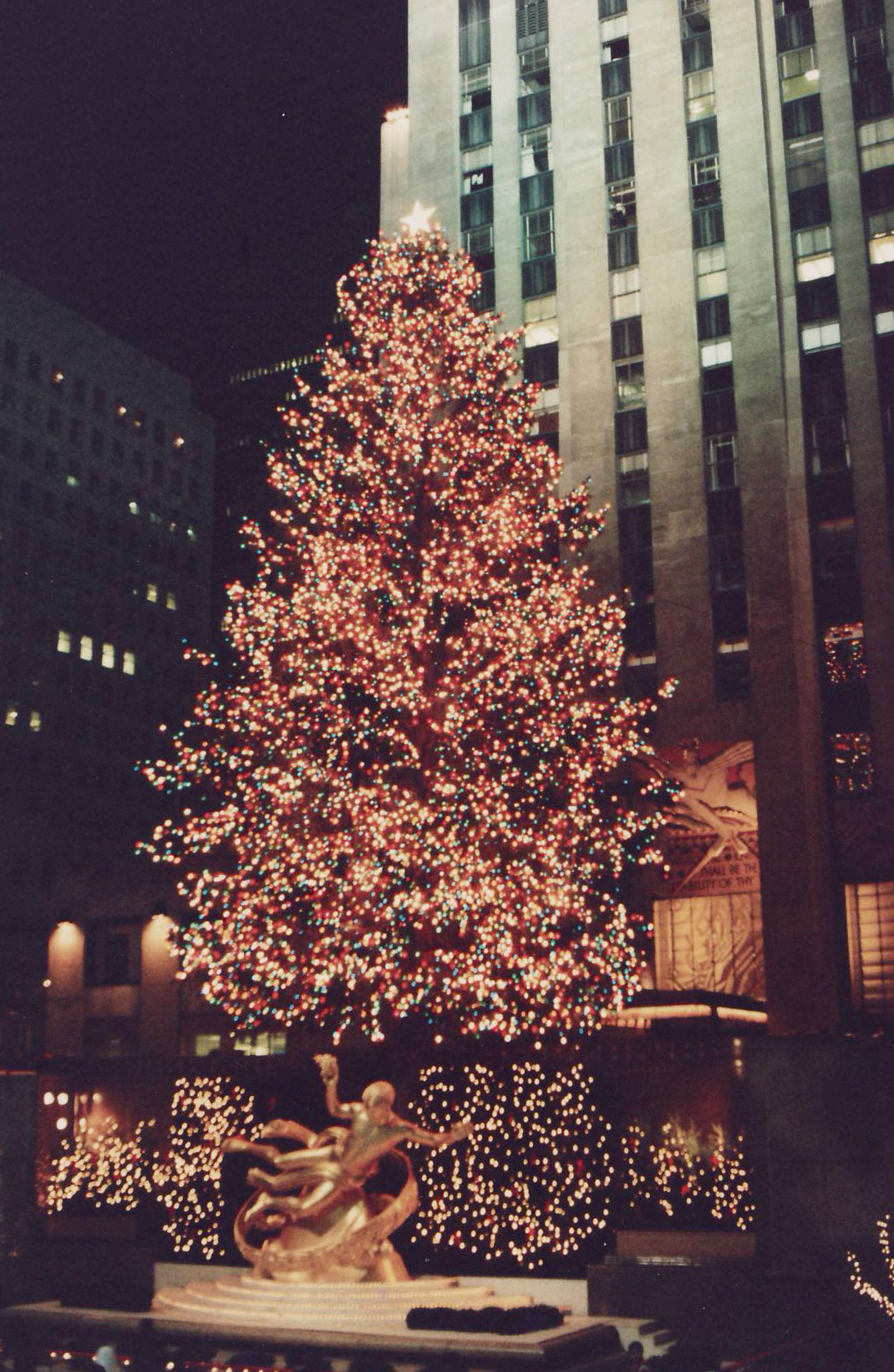
Un des plus célèbres sapins de Noël au monde : le sapin de Rockefeller Center à New York, installé chaque année depuis 1931, ici en 1987

Avec la mondialisation des échanges culturels et la laïcisation de la société, les festivités liées à Noël prennent progressivement un caractère profane et familial et sont de plus en plus déconnectées de l'interprétation religieuse. C'est conjointement à cette modification de la société moderne, apparue dans les années 1960, que les illuminations de Noël, sous l'impulsion des villes, ont fait leur apparition. À titre d'exemple, la commune des Herbiers (Vendée) installe des décorations depuis 1963.
Durant la période communiste, la fête de Noël, célébration chrétienne et donc religieuse, est tout bonnement bannie par le régime. Interdit en URSS dans le cadre de la politique antireligieuse d'État, le sapin de Noël est à nouveau autorisé par Joseph Staline à partir de 1934, mais à condition d'être dressé désormais pour célébrer le Nouvel An. Le Noël orthodoxe est de nouveau autorisé en 1991. Après la chute du bloc soviétique, la fête de Noël se développe à nouveau, donnant lieu à certaines observations insolites.
Initialement apanage des collectivités, les illuminations électriques de Noël se démocratisent de plus en plus, à tel point que depuis les années 2000, certains particuliers rivalisent avec les décorations municipales.
Si elles sont en général installées suivant les décisions municipales des services techniques et du conseil municipal, l'installation des décorations peut aussi être insufflée par les avis des commerçants, qui peuvent demander à la ville l'installation d'illuminations dans un secteur précis en l'échange d'une contribution financière.
Par ailleurs, à Paris, depuis de nombreuses années, certaines enseignes organisent elles-mêmes leur décorations, qui par leur dimension et la création qui les entoure, ont autant d'impact que les illuminations municipales. C'est le cas des façades illuminées du Printemps Haussmann, qui chaque année se voient recouvertes de 127 500 LED, 135 sapins et 1,8 km de cordes lumineuses.

### Notion culturelle

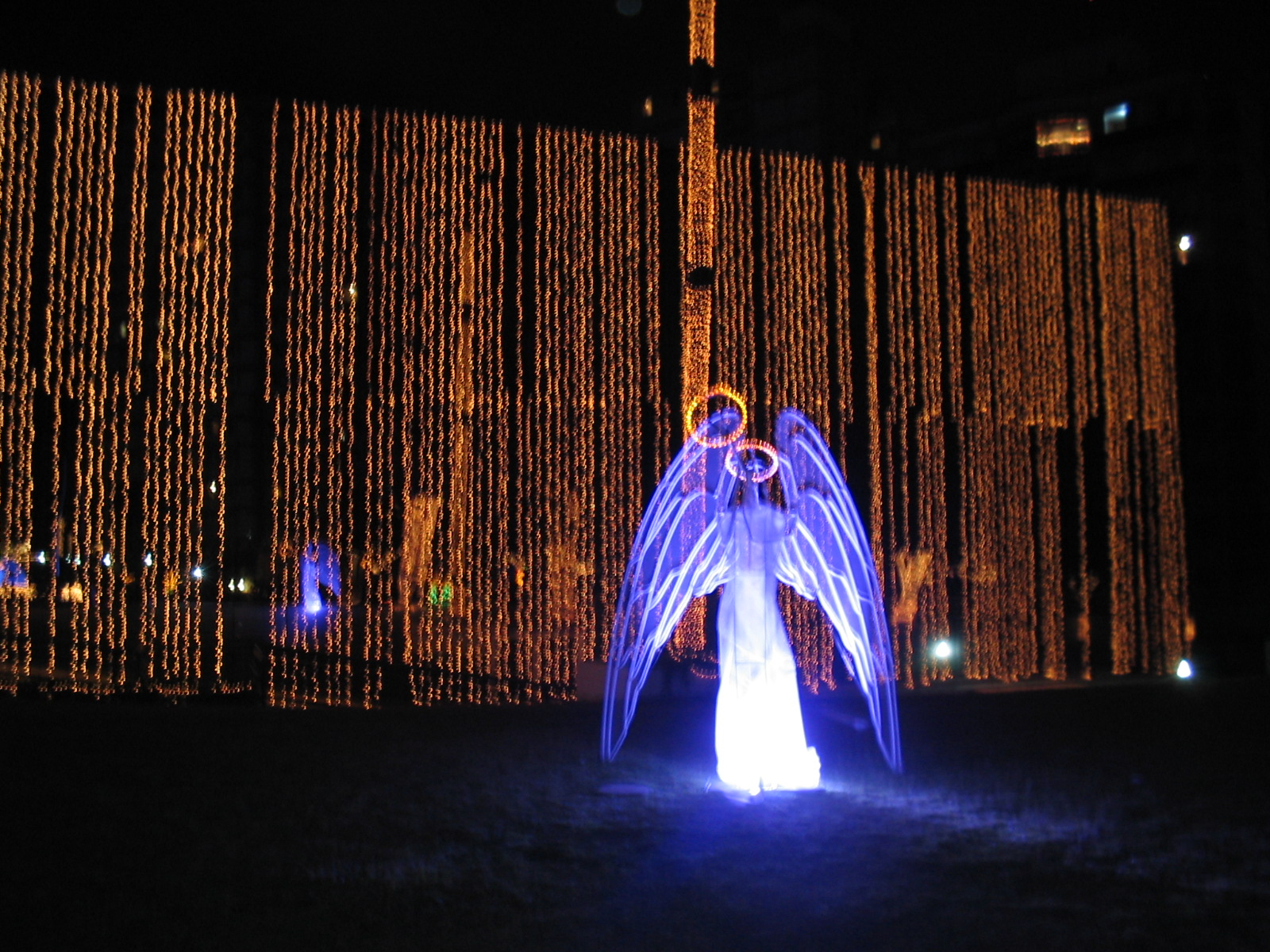
Un ange à Campinas, au Brésil, pays très pratiquant

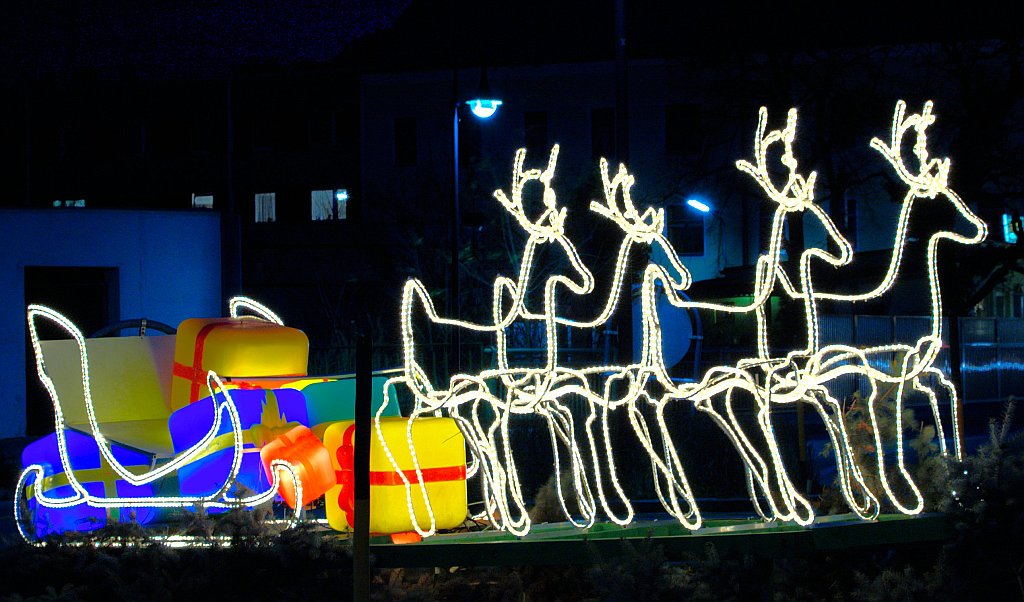
Rennes et traîneau du père Noël à Gänserndorf en Autriche

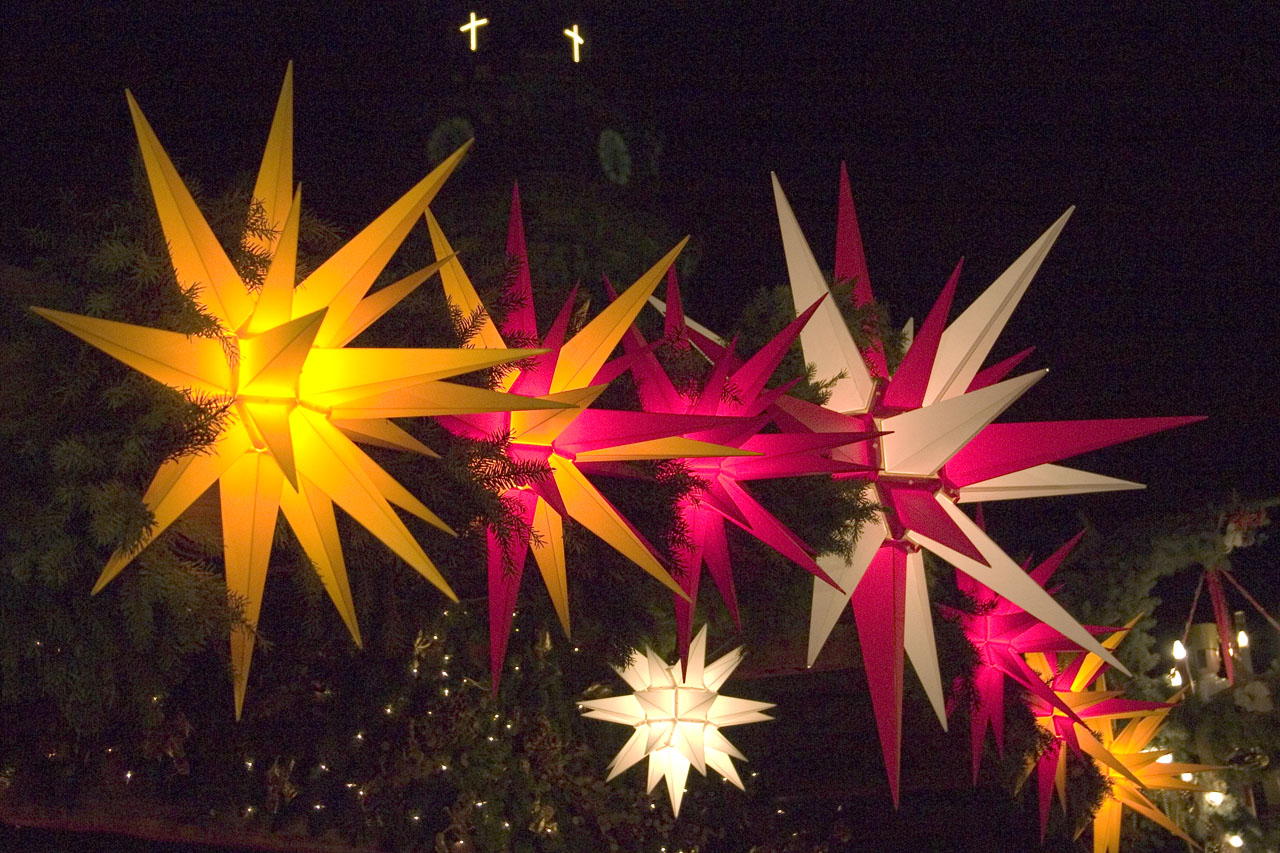
Les étoiles utilisées comme simple décorations, ici à Dresde

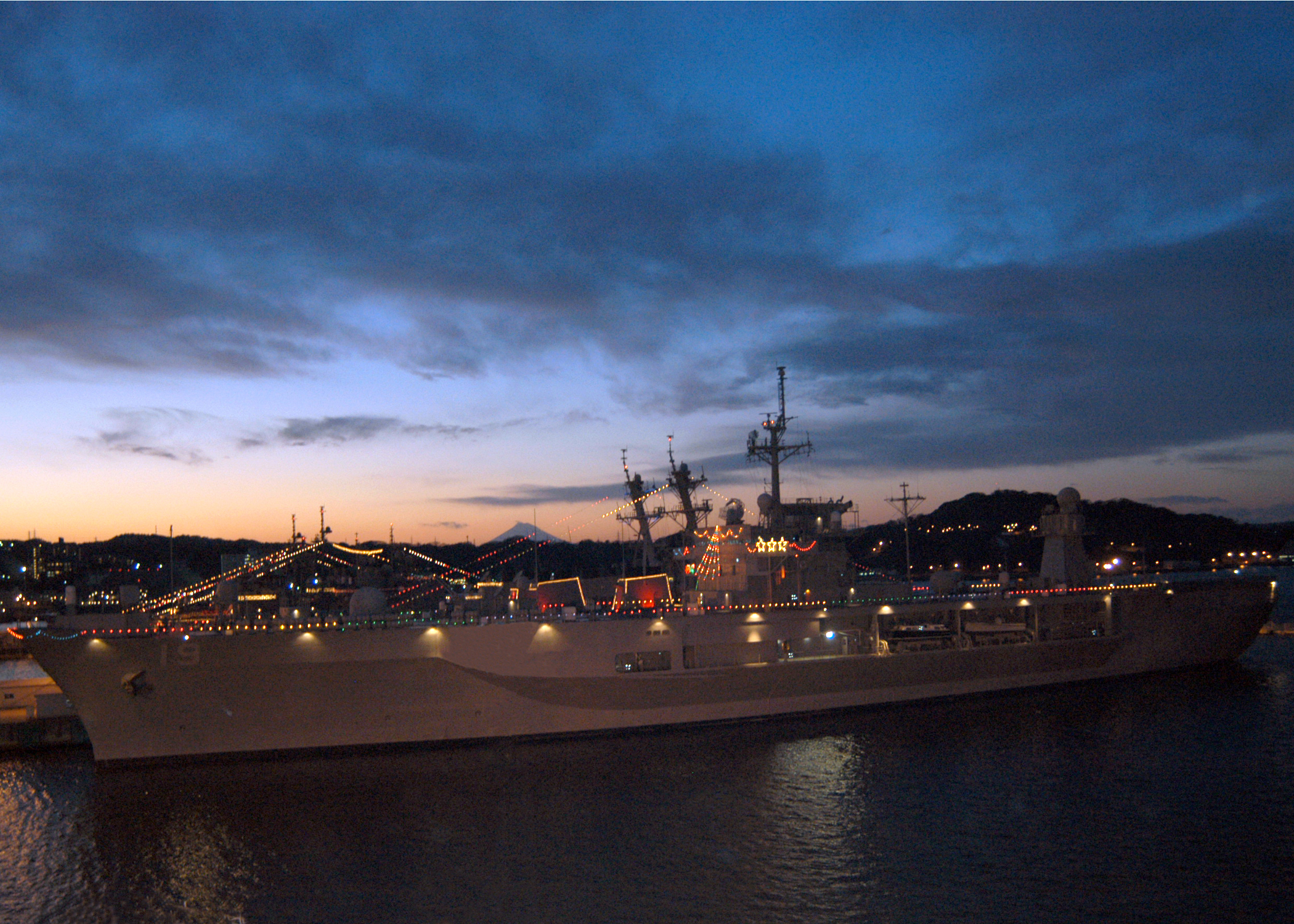
L'USS Blue Ridge, navire amiral de la Septième flotte américaine, décoré pour Noël

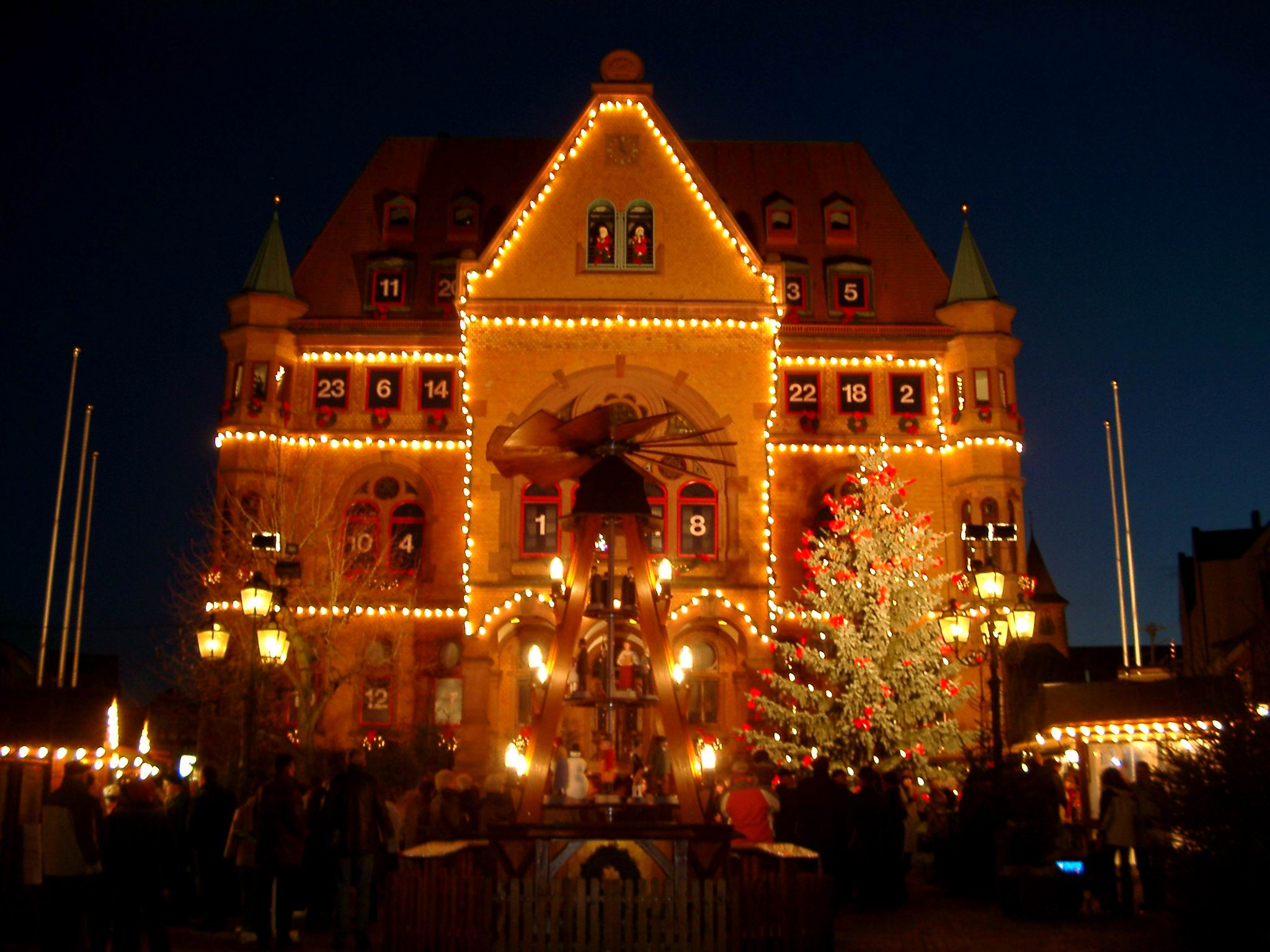
Dans certains pays, l'illumination revêt une dimension traditionnelle, voire folklorique, comme ici, avec la reproduction d'un calendrier de l'Avent sur l'hôtel de ville de Hünfeld, en Allemagne

De plus, à en juger l'innovation continuelle dans les nouvelles décorations, le rapport à la fête même de Noël semble s'estomper. Les motifs en rapport direct avec les éléments de la fête chrétienne perdent du terrain, en particulier dans les pays déchristianisés (France notamment), ou les pays non-chrétiens (Asie orientale notamment). En revanche, cette impression semble plutôt s'observer pour les illuminations municipales des civilisations laïcisées, surement dans un souci de séparer au mieux allusions religieuses et esprit de fête. On peut ainsi remarquer que les symboles proprement religieux (anges par exemple), sont souvent écartés des illuminations dans les rues, et que les autres symboles moins évidents (étoile par exemple), sont dénués de leur signification religieuse.
Aux États-Unis, la fête de Noël garde une connotation sociale très empreinte de religion. Les célébrations et les illuminations sont donc très présentes dans la société américaine.

### Impact touristique

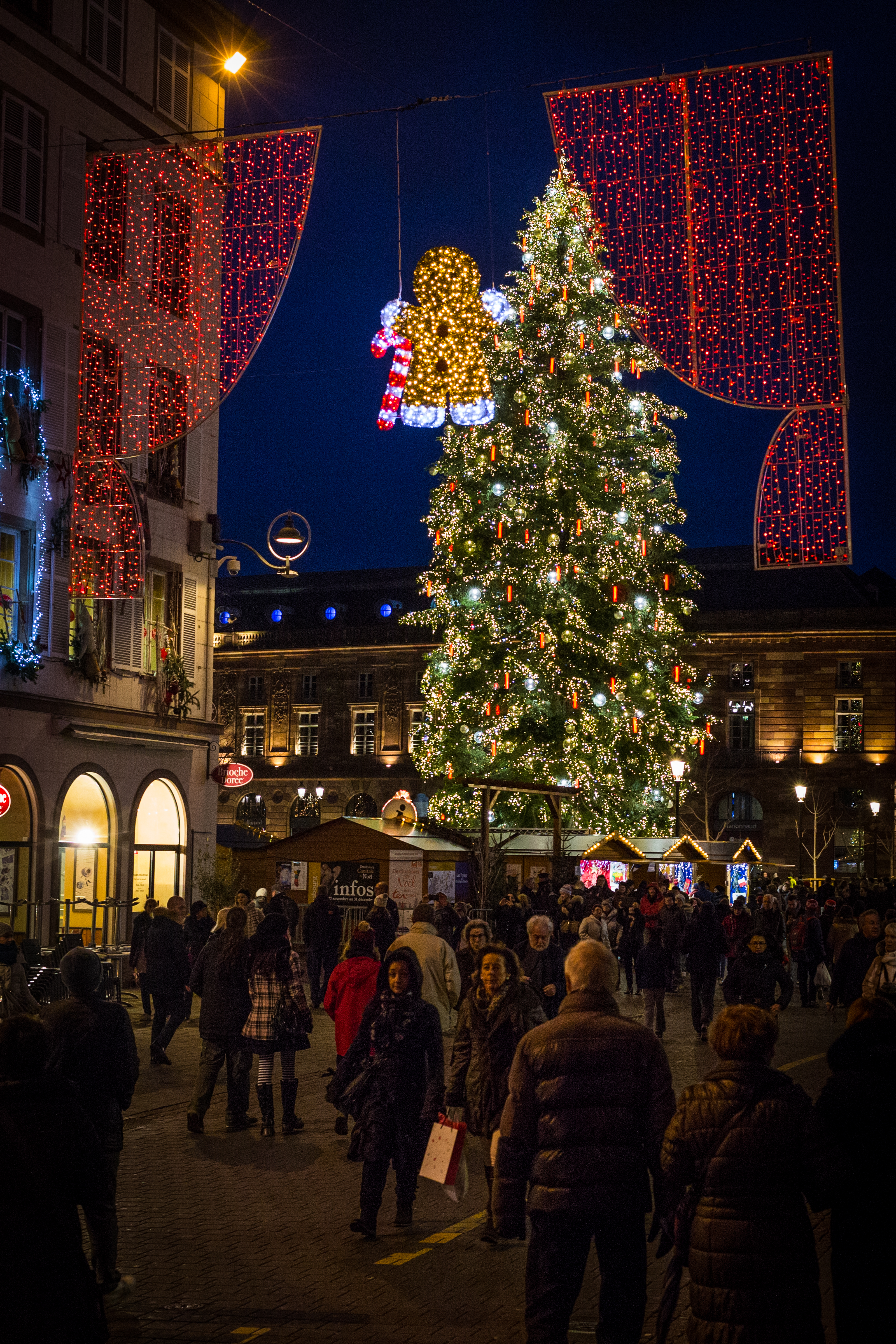
Le sapin de Noël de Strasbourg, durant le Christkindelsmärik

Dans les grandes villes, comme dans les petits villages, la mise en place des décorations annuelles et la mise en lumière sont bien souvent très attendues. Face à cet engouement grandissant, qui se traduit aussi par la reproduction de ces installations à l'échelle individuelle, les municipalités essaient d'intégrer leurs installations à un véritable programme festif, le plus souvent caractérisé par un marché de Noël préexistant (comme le Christkindelsmärik de Strasbourg) ou pas. Certains particuliers, profitant de l'affluence incitée par les installations, couplent la visite de leur propriété par une action caritative. Par exemple, au Carla-Bayle (Ariège), Marylène et Dominique Muller proposent aux visiteurs d'effectuer un don à l'association Mélodie, qui s'attache à réaliser les rêves d'enfants touchés par le cancer.
La mise en place des décorations est souvent placée au cœur de programmations d'animations de Noël. À Nice, le maire Christian Estrosi estime que le concept des illuminations doit faire partie intégrante d'une véritable démarche touristique, et que pour cela, la mairie se doit de penser au mieux l'installation des illuminations, suivant les principaux axes de communication de la ville, et conjoints aux spectacles de son et lumière et au village de Noël. Pour optimiser au mieux l'impact visuel sur le tourisme hivernal, la municipalité niçoise incite également pour que les habitants décorent leurs habitations.
À Paris, l'allumage des guirlandes de l'avenue des Champs Elysées est chaque année l'objet d'une cérémonie officielle et solennelle, durant laquelle une personnalité est invitée par le maire à appuyer sur un bouton mettant en route l'alimentation électrique et permettant l'illumination des arbres de l'avenue. En 2008, c'est Marion Cotillard qui a été invitée, en 2009, Charlotte Gainsbourg et en 2010, Mélanie Laurent.
Pour 2011, il s'agit de l'actrice française Audrey Tautou qui donne le coup d'envoi des illuminations de la plus belle avenue du Monde.

## Technologie

### Installation

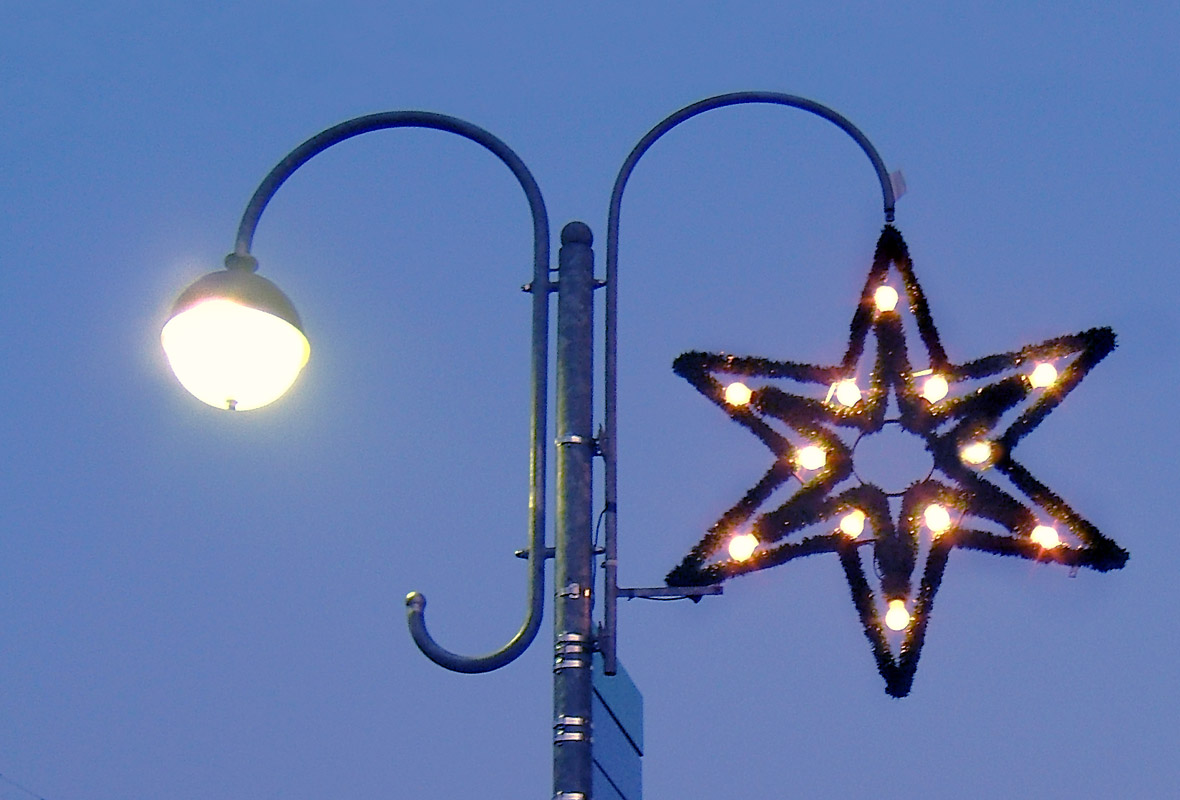
Candélabre à Weinstadt en Allemagne

L'installation des décorations lumineuses requiert pour les villes une organisation importante et une mobilisation des services municipaux le plus souvent dès le mois d'octobre.

### Coût
L'achat et l'installation de décorations électriques représentent un budget non négligeable pour les municipalités, d'autant plus que les éclairages LED restent de 20 à 30 % plus chers que les éclairages classiques, et même si l'arrivée de nouveaux produits consécutive notamment à la diversification de l'offre semble réduire le coût des décorations.
Certaines communes font le choix de privilégier des fabrications locales. À Grasse, 80 % des décorations sont ainsi fabriqués par les agents du service municipal des fêtes et de l'éclairage public. 
Les plus petites communes, en général les plus rurales et les moins riches, ont souvent recours aux illuminations délaissées par les grandes communes. Ainsi, les villages de Radonvilliers (380 habitants), Épagne (110 habitants) et Hampigny (253 habitants), dans l'Aube, ont racheté les motifs utilisés les années précédentes par la ville de Brienne-le-Château (3 292 habitants). Certaines municipalités font aussi avec leurs propres moyens, en utilisant les services de la population ou bien du conseil municipal lui-même, comme à Fravaux (52 habitants), toujours dans l'Aube, où les connaissances en électricité de deux élus de la commune ont été mises à contribution.
Face à la baisse notable du pouvoir d'achat, thème devenu central dans l'actualité en France à la fin des années 2000, les particuliers sont de plus en plus nombreux à acheter leurs décorations électriques durant le mois de janvier, au moment où elles sont bradées par les vendeurs, parfois à 75 %.
Dépenses en 2007 de 15 grandes villes de France en illuminations de fin d'année
| Rang | Ville         | Nombre d'habitants | Durée des illuminations (jours) | Financement de la mairie (€) | Financement des commerçants (€) | Coût total d'installation (€) |
| ---- | ------------- | ------------------ | ------------------------------- | ---------------------------- | ------------------------------- | ----------------------------- |
| 1    | Paris         | 2 181 000          | 31                              | 684 000                      | 1 160 000                       | 1 850 000                     |
| 2    | Nice          | 347 000            | 44                              | 1 520 000                    | -                               | 1 520 000                     |
| 3    | Marseille     | 839 000            | 39                              | 760 000                      | -                               | 760 000                       |
| 4    | Nantes        | 283 000            | 53                              | 600 000                      | -                               | 600 000                       |
| 5    | Reims         | 184 000            | 42                              | 551 000                      | -                               | 551 000                       |
| 6    | Bordeaux      | 232 000            | 31                              | 450 000                      | ?                               | 450 000                       |
| 7    | Strasbourg    | 273 000            | 51                              | 450 000                      | -                               | 450 000                       |
| 8    | Montpellier   | 251 000            | 31                              | 375 000                      | -                               | 375 000                       |
| 9    | Lyon          | 472 000            | 56                              | 360 000                      | -                               | 360 000                       |
| 10   | Saint-Étienne | 177 000            | 40                              | 360 000                      | -                               | 360 000                       |
| 11   | Rennes        | 210 000            | 33                              | 322 000                      | -                               | 322 000                       |
| 12   | Toulouse      | 438 000            | 41                              | 147 500                      | 97 500                          | 245 000                       |
| 13   | Le Havre      | 183 000            | 33                              | 220 000                      | -                               | 220 000                       |
| 14   | Grenoble      | 156 000            | 34                              | 210 000                      | -                               | 210 000                       |
| 15   | Lille         | 226 000            | 47                              | 200 000                      | -                               | 200 000                       |

### Économies financières et énergétiques

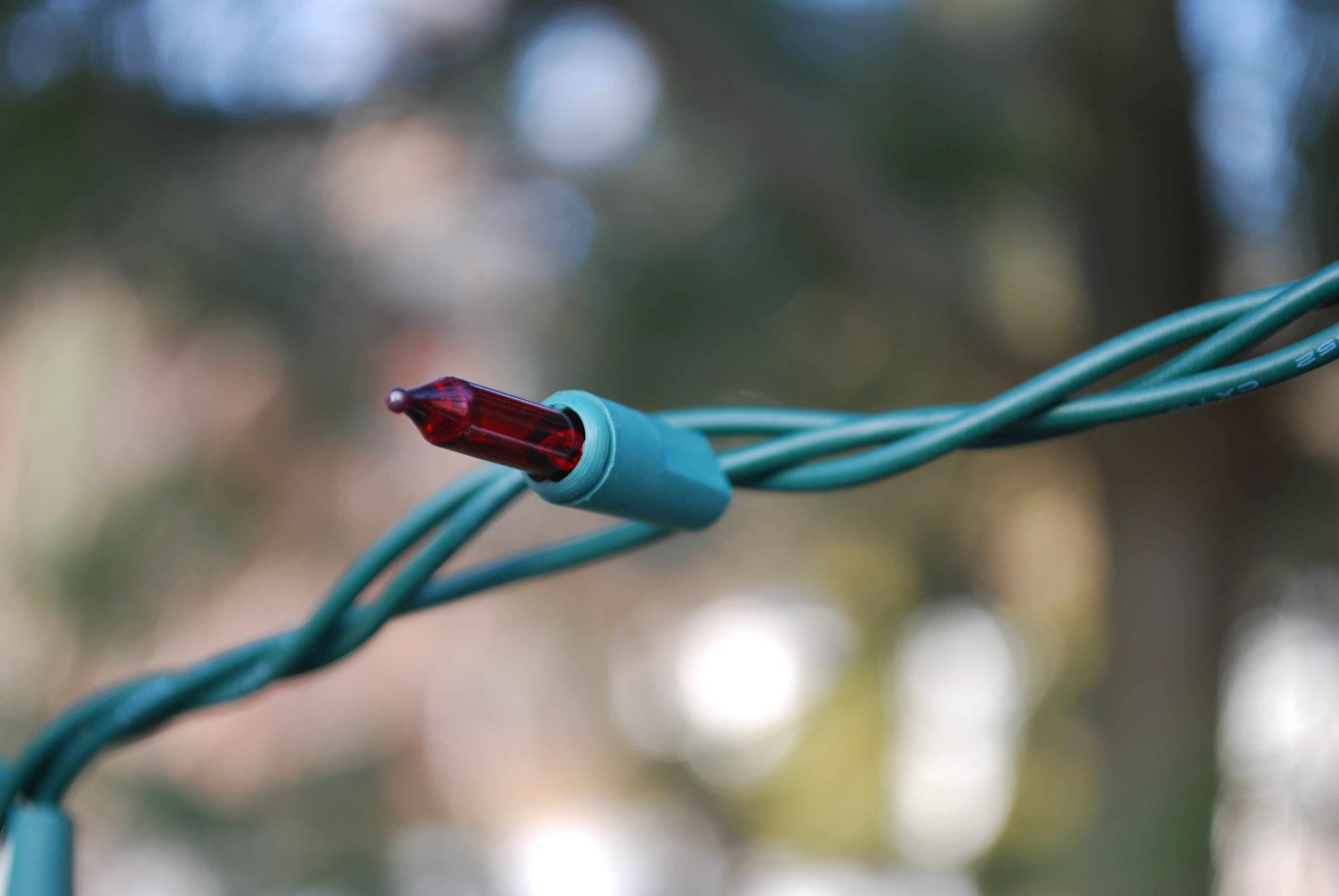
Détail d'une guirlande

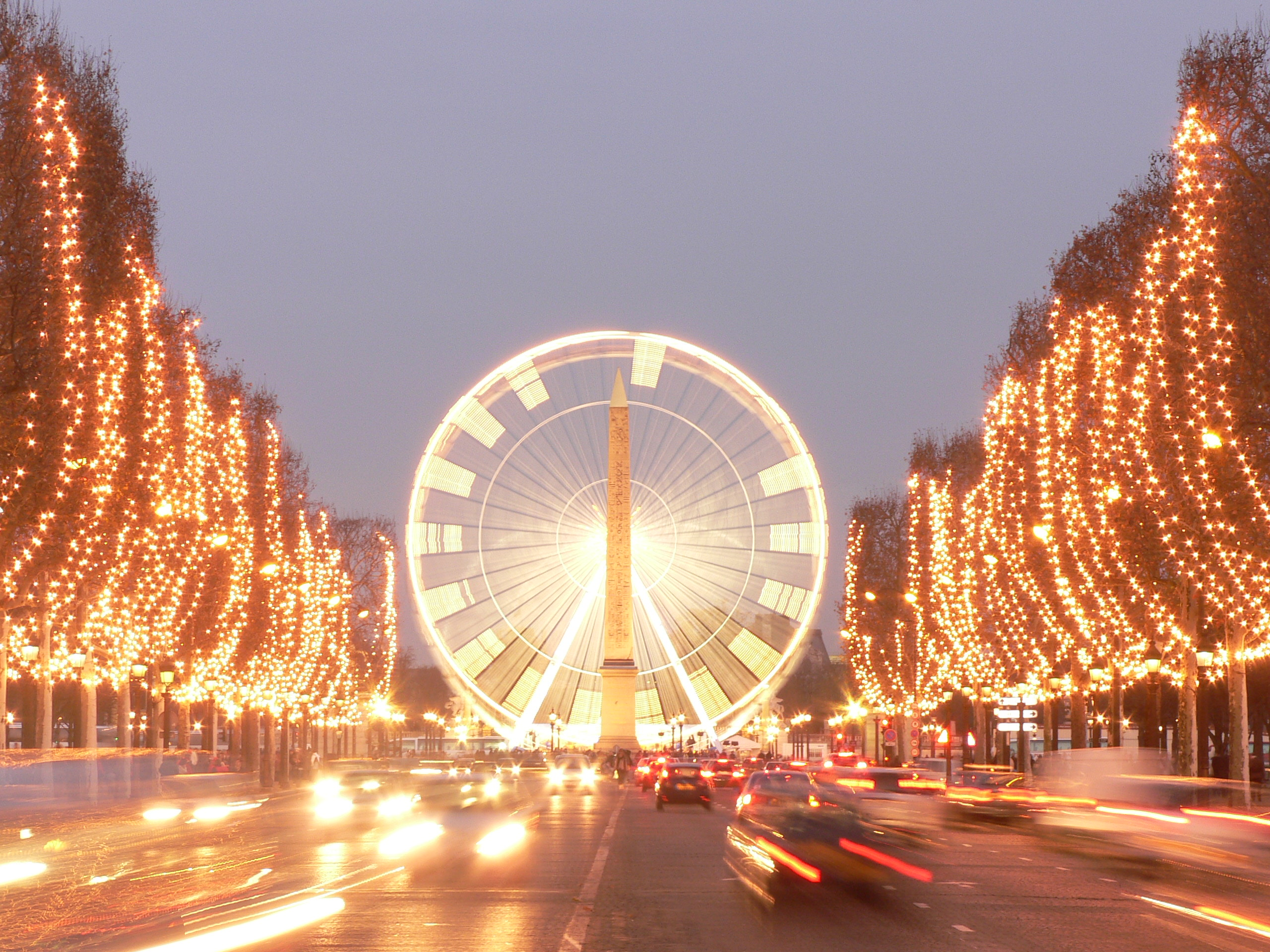
Les décorations de l'avenue des Champs-Elysées jusqu'en 2006

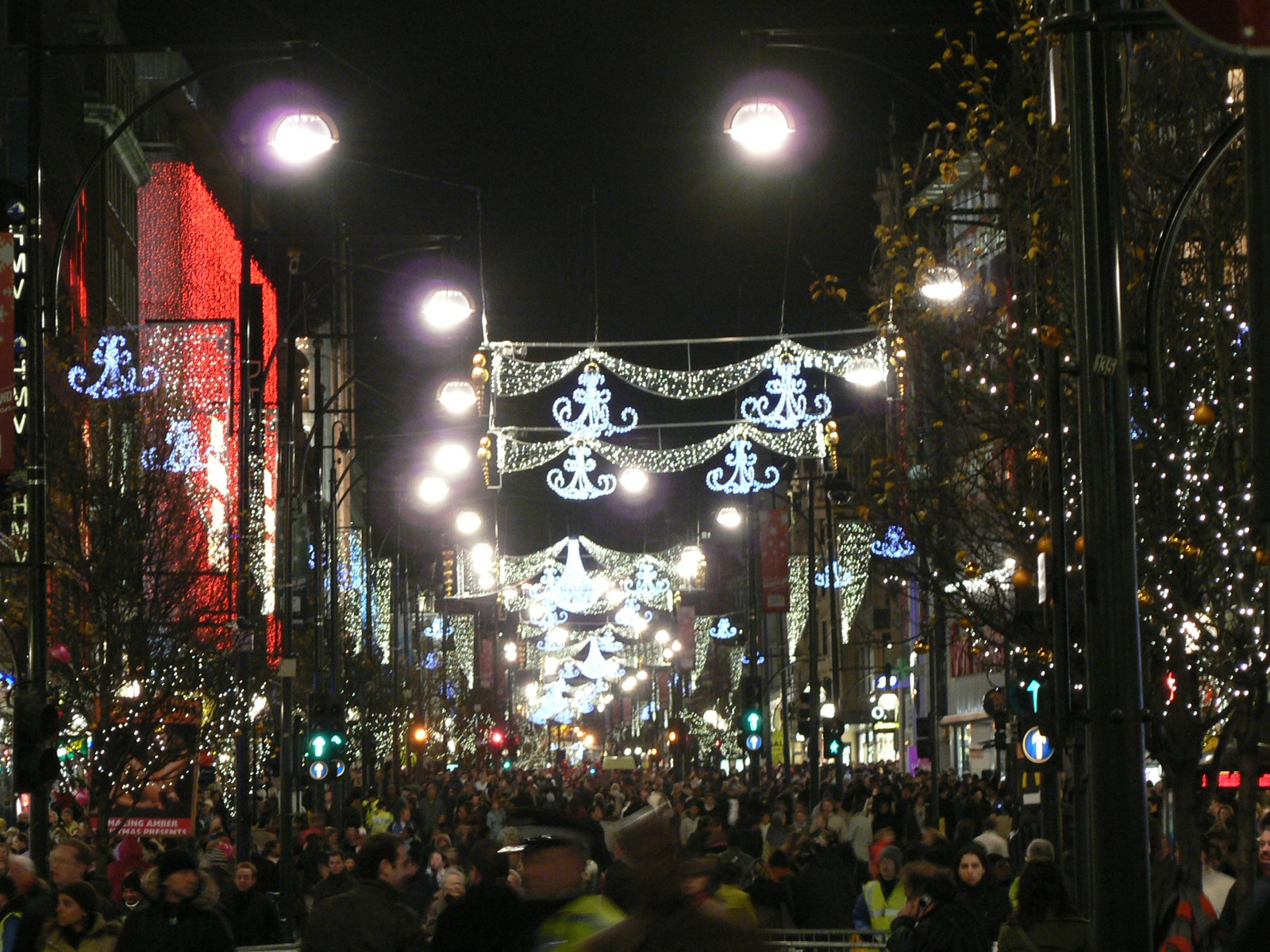
Oxford Street en Londres à Noël en 2005

Depuis le début des années 2000, la prise de conscience environnementale a aussi gagné les illuminations de Noël. Dans le commerce, les guirlandes à diodes électroluminescentes (LED), beaucoup moins gourmandes en électricité et beaucoup plus résistantes que les ampoules classiques, remplacent peu à peu les anciennes guirlandes classiques.
Les municipalités prennent des initiatives dans le sens des économies d'énergie. La plupart s'accordent à choisir de remplacer d'année en année leurs illuminations électriques classiques par des installations plus économes. D'autres recourent également à une période d'allumage plus restreinte. La ville de Panazol, en Haute-Vienne, a ainsi décidé de retarder d'une semaine l'allumage de ses illuminations. Celle de Grasse a repoussé de deux semaines la mise en lumière, et éteint depuis 2009 ses éclairages à 2 heures du matin au lieu de 7 h 30.
La ville de Laval (Mayenne), en 2009, a décidé que ses illuminations soient désormais alimentées par deux petites éoliennes, des « aérogénérateurs » installés sur l'écluse du centre-ville et pouvant produire entre 3 et 6 kW. La municipalité avait dès 2008 supprimé l'allumage des décorations le matin, et l'installation de ces éoliennes est censée permettre de nouvelles économies.
Profitant de l'engouement qui entoure la mise en lumière de l'avenue des Champs-Élysées, la mairie de Paris a choisi de renouveler les ampoules installées dans les arbres, réalisant ainsi 90 % d'économie par rapport à 2006. La consommation en énergie de ces illuminations correspond selon les organisateurs (mairie et Comité spécial) à l'équivalent de celle de « 12 familles parisiennes sur la même période ». Par ailleurs, en 2009, des luminaires réalisés avec des bouteilles en plastique de récupération ont été pour la première fois inaugurés dans la capitale, dans les 1er et 2e arrondissement de Paris. Le village de Touvre (Charente) mise lui aussi sur les matériaux de récupération, puisque la municipalité a choisi de supprimer les décorations électriques pour des décorations végétales : « branches de sapin, de pommes de pin et beaucoup de bonnes idées qui ne coûtent rien ». 
À Cahors, la municipalité précise qu'avec le choix des ampoules à LED, la ville réalise de sérieuses économies, qui permettront de réinjecter l'argent dans d'autres projets pour la ville. Le remplacement des anciennes ampoules par des ampoules à basse consommations a permis à la ville de Fougères de réaliser 30 % d'économies d'énergie en cinq ans. La mairie de Niort a quant à elle décidé de ne plus posséder son propre stock de décorations, et de louer chaque année à un fournisseur les illuminations nécessaires, réduisant de cette façon de 100 000 € les dépenses et de 80 % la consommation électrique. À Angoulême, le remplacement des décorations a même permis de réduire de 60 % la consommation électrique en seulement deux ans. Enfin, à Grasse, la mairie s'attache depuis 1995 au remplacement progressif de ces décorations par des installations plus économes permettant sur une même longueur de fil lumineux une baisse de 80 % environ de la consommation. Plus globalement, la consommation électrique est passée en moins de 15 ans de 300 000 à 100 000 watts.

## Critiques
(décembre 2009).

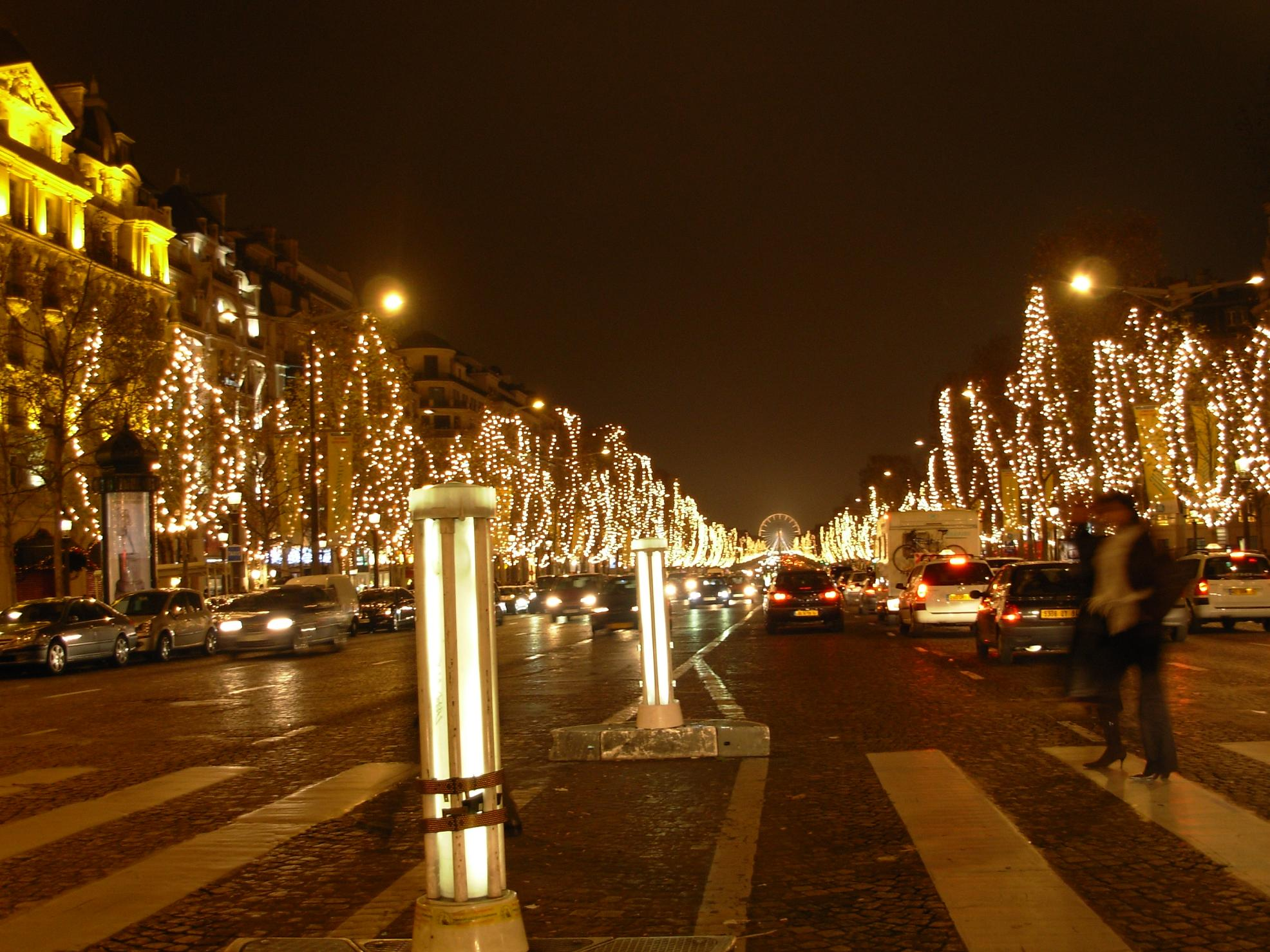
Le ciel de la ville de Paris est certainement le plus orangé de France

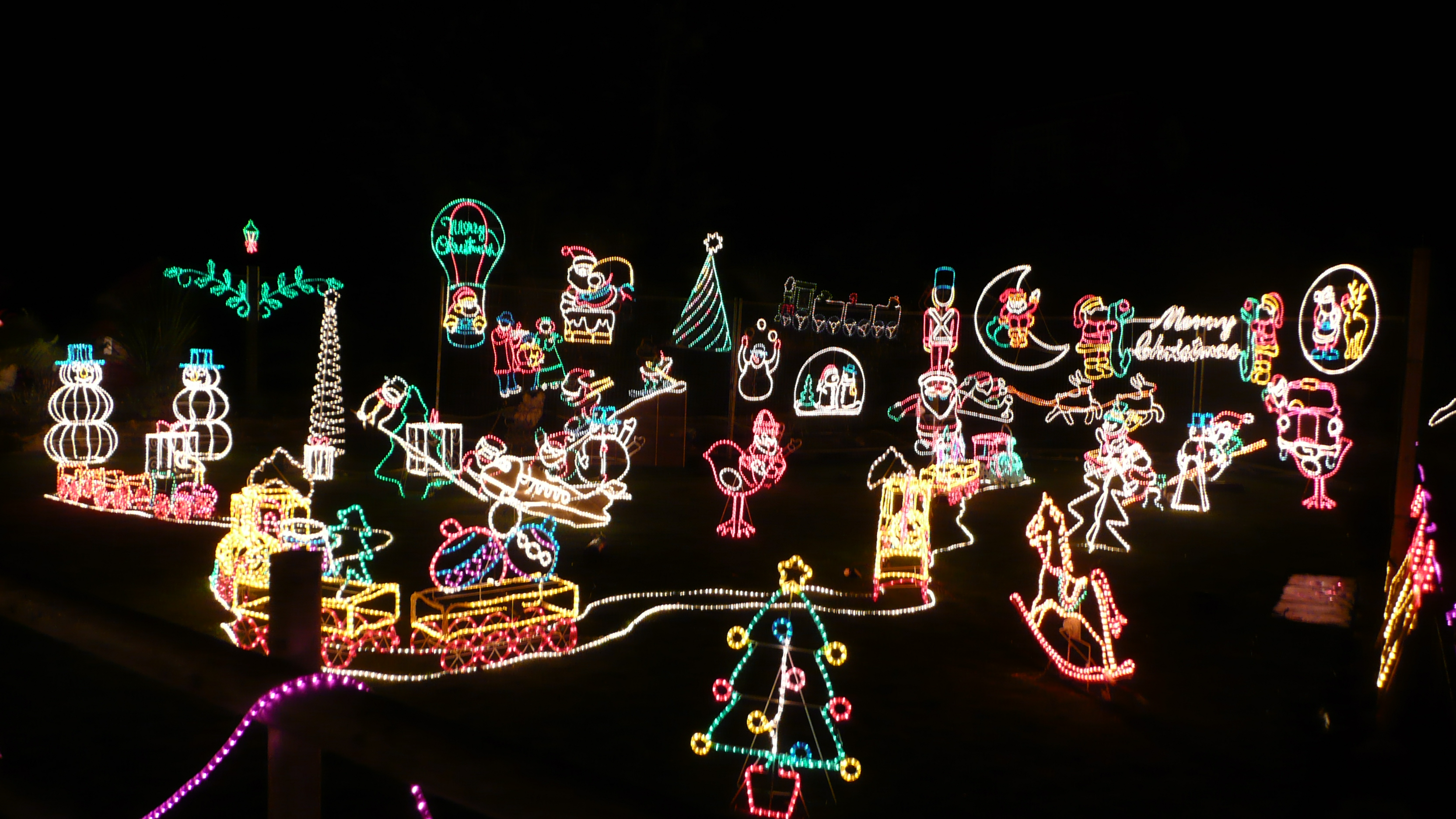
Les concours d'illuminations d'habitations sont la cible des opposants à une prolifération des installations lumineuses

Chaque année, des voix s'élèvent contre la mise en place des illuminations. La plupart des critiques sont d'ordre financier. Mais de plus en plus, les détracteurs mettent en évidence les gaspillages d'énergie dus à ces installations. C'est pourquoi les municipalités s'attachent depuis quelques années à remplacer les installations anciennes, peu économes, par de nouvelles ampoules ou de nouvelles guirlandes plus solides, plus économes. Christian Delabie, chargé du développement de l'énergie renouvelable à l'Agence de l'environnement et de la maîtrise de l'énergie en Basse Normandie, estime que les illuminations de Noël représentent 10 % en moyenne de la consommation électrique annuelle liée à l'éclairage public. Une étude menée entre 2007 et 2008 montre par ailleurs que l'éclairage des marchés de Noël peut consommer jusqu'à 62 Mwh.
Greenpeace s'attache à dénoncer les gaspillages qui selon l'association sont réalisés par les municipalités qui encouragent les concours d'illuminations, comme à Donges (Loire-Atlantique), épinglée en 2006 et 2007 pour cela. Le maire de la commune s'était d'ailleurs vu attribuer le titre de « Maire CO2 ». La ville de Nantes s'est aussi vue réprimandée, ayant augmenté son budget consacré aux illuminations de 7,6 % entre 2006 et 2007, et augmenté la subvention à l'association des commerçants Unacod de 16,7 %. Greenpeace a aussi déploré la période d'allumage de la préfecture de région, s'étalant sur plus de 7 semaines, entre le 23 novembre et le 14 janvier.
La ville de Puteaux, dans les Hauts-de-Seine, est une des communes françaises essuyant le plus de critiques quant à ses illuminations. Allumées du début décembre à fin janvier, elles coûtent chaque année un million d'euros à la commune, représentant un coût de 45 € par foyer putéolien,,, et des dépenses quasiment égales à celles faites par la seule mairie de Paris, qui en 2009 a déboursé 750 000 € pour ses installations.
Problème plus global, certains critiquent également la pollution lumineuse qui émanerait de ces décorations, et c'est entre autres pour cela qu'est demandée parfois l'extinction des illuminations aux heures les moins passantes, en général après minuit et avant 6 heures du matin. L'association Agir pour l'Environnement s'attache à promouvoir une limitation et une meilleure gestion des éclairages urbains, et notamment des illuminations de Noël. À travers une campagne soutenue par divers organismes comme Réseau Action Climat et l'Association Nationale de la Protection du Ciel et de l’Environnement Nocturne, elle a par exemple envoyé des courriers a de nombreuses mairies de France dans ce sens.